# Арва (Прахова)
Арва (рум. Arva) насеље је у Румунији у округу Прахова у општини Ваља Калугареаска. Oпштина се налази на надморској висини од 158 m.

## Становништво
Према подацима из 2002. године у насељу је живело 552 становника, од којих су сви румунске националности.